# Lijst van burgemeesters van Nieuwerkerk (Duiveland)
Dit is een lijst van burgemeesters van de voormalige Nederlandse gemeente Nieuwerkerk tot die gemeente in 1961 opging in de fusiegemeente Duiveland.
| Ambtsperiode  | Naam burgemeester         | Partij of stroming | Bijzonderheden                   |
| ------------- | ------------------------- | ------------------ | -------------------------------- |
| ?             | ?                         |                    |                                  |
| 18?? - 1844?  | Cornelis van der Maas     |                    |                                  |
| 1844? - 1856  | Adriaan (A.) de Jonge Cz. |                    |                                  |
| 1856? - 1860? | A. de Jonge Gz.           |                    |                                  |
| 1860 - 1901   | Franke (F.) Bouman        |                    |                                  |
| 1901 - 1934   | Jakobus (J.) Bouman       |                    | zoon van voorganger              |
| 1934 - 1961   | Adrianus Arie van Eeten   | ARP                | later burgemeester van Duiveland |